# Поды (Краснодарский край)
Поды — хутор в Брюховецком районе Краснодарского края.
Входит в состав Брюховецкого сельского поселения.

## Население
| 2002 | 2010 |
| ---- | ---- |
| 308  | ↘275 |